# Hypogastrura assimilis
Hypogastrura assimilis är en urinsektsart som först beskrevs av Krausbauer 1898.  Hypogastrura assimilis ingår i släktet Hypogastrura och familjen Hypogastruridae. Arten är reproducerande i Sverige. Inga underarter finns listade i Catalogue of Life.